# 飯塚山笠
市民祭 飯塚山笠（しみんさい いいづかやまかさ）は、福岡県飯塚市の市民祭である。元々は、曩祖八幡宮の祇園社に奉納される祇園山笠であった。

## 概要
飯塚山笠は曩祖八幡宮が江戸時代中期に疫病退散を願って始まりとされている。明治時代以降は毎年7月14・15日を追い山としていた。戦時中断するが、1963年に中断される。その後青年会議所が中心となって、市民祭として復活。メインイベントの追い山では新、二瀬、西、東、菰田の五流によるタイムレースで優勝を競う。2025年以降は海の日前日の日曜日開催に変更。2020年以降は3年連続延期されていたが、2023年に4年ぶりに開催。菰田流が2017年以来の優勝した。
出陣式・檄文披露および表彰式は飯塚市文化会館前広場で行う。その際出陣式で出走順の抽選を行う。

### 追い山のコース
追い山のコースは2区間合計2.2kmである。
第1区間は曩祖八幡宮前をスタートし、片島郵便局前からの連続カーブがあり、その後吉原町商店街、嘉穂劇場、昭和通り商店街を経て飯塚バスターミナル前。第2区間は飯塚BTから上り坂の直線コース。

### 直近の記録
| 年                  | 優勝山                                         | 総合タイム                                     |                                                |
| ------------------- | ---------------------------------------------- | ---------------------------------------------- | ---------------------------------------------- |
| 2012年 （平成24年） | 西流                                           | 9分42秒68                                      |                                                |
| 2013年 （平成25年） | 菰田流                                         | 9分3秒04                                       |                                                |
| 2014年 （平成26年） | 東流                                           | 9分54秒45                                      |                                                |
| 2015年 （平成27年） | 菰田流                                         | 9分21秒46                                      |                                                |
| 2016年 （平成28年） | 東流                                           | 9分22秒25                                      |                                                |
| 2017年 （平成29年） | 菰田流                                         | 9分19秒89                                      |                                                |
| 2018年 （平成30年） | 東流                                           | 9分23秒60                                      |                                                |
| 2019年 （令和元年） | 新流                                           | 10分29秒61                                     |                                                |
| 2020年 （令和2年）  | 新型コロナウイルス感染症の流行による影響で延期 | 新型コロナウイルス感染症の流行による影響で延期 | 新型コロナウイルス感染症の流行による影響で延期 |
| 2021年 （令和3年）  | 新型コロナウイルス感染症の流行による影響で延期 | 新型コロナウイルス感染症の流行による影響で延期 | 新型コロナウイルス感染症の流行による影響で延期 |
| 2022年 （令和4年）  | 新型コロナウイルス感染症の流行による影響で延期 | 新型コロナウイルス感染症の流行による影響で延期 | 新型コロナウイルス感染症の流行による影響で延期 |
| 2023年 （令和5年）  | 菰田流                                         | 10分44秒63                                     |                                                |
| 2024年 （令和6年）  | 菰田流                                         | 10分25秒32                                     |                                                |
| 2025年 （令和7年）  | 菰田流                                         | 10分37秒76                                     |                                                |

## 山笠の形態
運行形態は博多祇園山笠に近い。追い山は夕方が本番である。

## エピソード
2008年には当時の自民党前幹事長麻生太郎が新流の流舁に参加していた。